# Momo (romanzo)
Momo è un romanzo di genere fantastico dello scrittore tedesco Michael Ende pubblicato nel 1973.
Si tratta dell'opera più famosa di Ende dopo La storia infinita ed è stato oggetto di due trasposizioni per il grande schermo: un film nel 1986 e un lungometraggio a cartoni animati nel 2001 (Momo alla conquista del tempo).

## Trama
Nelle rovine di un anfiteatro, posto in prossimità di una città non specificata, vive Momo, una ragazzina di origine misteriosa. Momo è arrivata presso le rovine senza i genitori e indossando un lungo cappotto di seconda mano. È analfabeta, non sa contare e non sa neppure quanti anni abbia: quando le viene chiesto, risponde "Se mi ricordo bene, ci sono sempre stata". È però degna di nota nel vicinato perché ha l'abilità straordinaria di saper ascoltare, e ascoltare davvero: le basta stare con le persone e ascoltarle, in modo da aiutarle a trovare risposte ai loro problemi, fare pace l'uno con l'altro e inventare giochi divertenti. Il consiglio dato alle persone "Va' da Momo che ti passa!" è diventata una frase familiare, e in tal modo Momo si fa tanti amici, specialmente uno spazzino onesto e silenzioso, Beppo, e una guida turistica poetica e introversa, Gigi.
Questa piacevole atmosfera viene rovinata dall'arrivo dei Signori Grigi, che in seguito si rivelano essere una razza di parassiti sovrannaturali che rubano il tempo delle persone. Mostrandosi come uomini pelati con cappello a bombetta, dalla pelle grigia e dai vestiti dello stesso colore, questi strani individui si presentano quali rappresentanti della Cassa di Risparmio del Tempo e promuovono l'idea del "risparmio del tempo" tra la popolazione: apparentemente, il tempo può essere depositato presso la Cassa e in seguito restituito al cliente con gli interessi. Dopo aver incontrato i Signori Grigi, si fa in modo che le persone si dimentichino di loro, ma non della decisione di risparmiare più tempo possibile per un uso futuro. Gradualmente, l'influenza sinistra dei Signori Grigi colpisce tutta la città: la vita diventa sterile, priva di tutte le cose che sono considerate una perdita di tempo, come le attività sociali, lo svago, l'arte, l'immaginazione e persino dormire. Gli edifici e i vestiti vengono fatti esattamente uguali per tutti e il ritmo della vita diventa frenetico. In realtà, più tempo le persone risparmiano, meno ne hanno, in quanto esso viene loro effettivamente rubato; a consumarlo sono invece i Signori Grigi, sotto forma di sigarette fatte con i petali essiccati delle Orefiori che rappresentano il tempo, senza le quali i Signori Grigi non possono di fatto esistere.
I Signori Grigi sanno però che Momo è un ostacolo per il loro piano e per la Cassa di Risparmio del Tempo grazie alla sua personalità speciale, quindi le provano tutte per sviarla dal tentativo di fermarli. Uno di loro prova ad assoggettarla con bambole di ogni tipo, ma Momo non solo non prova interesse, perché per lei le bambole sono solo oggetti, ma guarda compassionevole il Signore Grigio percependo la sua inquietudine, e gli domanda se c'è qualcuno che lo ami o che gli voglia bene; a queste parole, l'uomo in bombetta rimane stravolto, mostrando un'espressione di paura e dolore, e in un impeto improvviso rivela a Momo le sue origini e quello che fa la Banca del Tempo, cosicché Momo scopre che l'essenza dei Signori Grigi è fatta solo di solitudine e di tristezza. Quando anche gli amici intimi di Momo cadono sotto l'influenza dei Signori Grigi in un modo o nell'altro, la piccola si rende conto che tutta l'umanità è in pericolo e va in cerca dell'amministratore del Tempo, Mastro Secundus Minutus Hora, trovando un'alleata anche in Cassiopea, una tartaruga che può comunicare facendo apparire scritte sul proprio guscio ed è anche in grado di vedere ciò che succederà nei trenta minuti che seguono. L'avventura porta Momo nelle profondità del suo cuore, da cui il suo tempo scorre sotto forma di adorabili Orefiori, al nascondiglio dei Signori Grigi, dove il tempo che le persone pensano di risparmiare viene accumulato.
Per contrastare i Signori Grigi, Mastro Hora ferma il tempo ma prima dà a Momo un'Orafiore da portare con sé: la bambina ha esattamente sessanta minuti per sconfiggere i Signori Grigi, in un mondo congelato dove solo lei e i malvagi sono ancora in grado di muoversi. Momo segue i Signori Grigi furtivamente nel loro nascondiglio sotterraneo: a causa del blocco temporale, essi sono costretti a decimarsi tra loro per allungare il più possibile la scorta di tempo, finché non ne restano che una manciata. Con i consigli di Cassiopea e usando l'Orafiore, Momo riesce a chiudere la porta della camera di sicurezza, che era rimasta socchiusa; allertati, i Signori Grigi inseguono Momo nel tentativo di sopravvivere prima che le loro sigarette si consumino, ma invano; a uno a uno essi svaniscono. L'ultimo Signore Grigio, allo stremo delle sue energie, raggiunge la bambina e le supplica di dargli l'Orafiore, e dopo averne ricevuto un rifiuto svanisce anche lui osservando che "È bene che sia finita".
Usando l'ultimo minuto che ha prima che la sua Orafiore si sbricioli, Momo riapre il deposito, liberando quindi i milioni di Orefiori lì immagazzinate. Il tempo rubato torna ai veri proprietari e nei loro cuori, e tutti ricominciano le loro vite senza immaginare ciò che era accaduto. Momo si riunisce con i suoi amici mentre Mastro Hora si rallegra con Cassiopea.

## Tema principale
Il tema centrale del romanzo è quello del tempo e del modo in cui esso viene impiegato nella società occidentale moderna. Attraverso un simbolismo fantastico e immaginario, esso porta una feroce critica al consumismo e alla frenesia del vivere moderno, che nel suo progresso tecnologico e produttivo perde completamente di vista l'obiettivo della felicità delle persone e della qualità della vita.
Il tempo rubato dagli uomini grigi agli abitanti della città è un'evidente metafora dei piaceri che si ricavano dall'assaporare, nell'attimo, le piccole cose belle della vita.

## Edizioni
- Michael Ende, Momo, traduzione di Angeleri Daria, La Gaja scienza, Longanesi, 1984,  pp.256, ISBN 88-304-0107-2.
- Michael Ende, Momo, traduzione di Angeleri Daria, La Gaja scienza, Longanesi, 1993,  pp.256, ISBN 978-88-304-0107-5.
- Michael Ende, Momo, Universale reprint, SEI, 2001,  pp.256, ISBN 978-88-05-05899-0.

## Trasposizioni
- Da questo romanzo, nel 1986, fu tratto un film di produzione italiana, Momo, con la colonna sonora di Angelo Branduardi, in cui lo stesso Ende si esibiva in un cameo; per il ruolo della protagonista fu scelta la piccola Radost Bokel.
- Nel 2001 ne è stato realizzato un lungometraggio a cartoni animati, dal titolo Momo alla conquista del tempo, con la colonna sonora di Gianna Nannini.
- Nel 2003 è stata creata una serie animata di 24 episodi dal titolo Momo.
- Sono state create anche diverse trasposizioni per il teatro.